# ميلوش ميلوييفيتش
ميلوش ميلوييفيتش (بالصربية: Милош Милојевић، (من مواليد 29 سبتمبر 1982) هو مدرب كرة قدم صربي حاليًا يدرب نادي الوصل الإماراتي.

## مسيرته كلاعب
عندما كان شابًا، كان ميلوييفيتش جزءًا من أكاديميتي رادنيكي نيش وريد ستار بلغراد. منذ أول ظهور له مع الفريق الأول في عام 2000، لعب في الدوري الصربي الأول والدوري الصربي، في المستويين الثاني والثالث المحلي، بشكل أساسي لصالح نادي تيموك. لعب أيضًا مع فريق تيموك في كأس صربيا والجبل الأسود 2005–06، مما أدى إلى إقصاء بارتيزان في الجولة الأولى.

## المهنة التدريبية

### فيكينغور وبريدابليك
بعد اعتزاله كلاعب، بدأ ميلوييفيتش العمل كمدرب للشباب في أيسلندا. في صيف عام 2013، أصبح مساعدًا لمدرب ناديه السابق فيكينغور. جنبا إلى جنب مع المدير أولافور ثورارسون، قاد الفريق إلى المركز الرابع في جدول دوري أيسلندا الممتاز لعام 2014، وهي أفضل نتيجة لهم منذ فوزه بالبطولة في عام 1991. وخرج النادي من الجولة التأهيلية الأولى من الدوري الأوروبي 2015–16 من خلال 2 -3 هزيمة في مجموع المباراتين أمام الفريق السلوفيني إف سي كوبر. في 15 يوليو 2015، تمت ترقية ميلوجيفيتش إلى منصب المدير الفني لفريق فيكينجور، وقاد النادي إلى المركز التاسع في موسم 2015. في عام 2016، احتل فيكينغور المركز السابع في الجدول. استقال في 19 مايو 2017، بسبب خلافات مع مجلس الإدارة، حيث احتل النادي المركز العاشر في الجدول.
في 22 مايو 2017، بعد أيام فقط من مغادرته فيكينغور، تم تعيين ميلوجيفيتش مدربًا رئيسيًا لنادي بريدابليك، ليحل محل أرنار جريتارسون الذي أقاله النادي. قاد الفريق إلى المركز السادس في الجدول لكنه غادر في نهاية العام.

### مجالبي
في 17 نوفمبر 2017، أُعلن أن ميلوييفيتش سينضم إلى النادي السويدي مجالبي أي آي إف قبل موسم 2018، كمدرب مساعد ورئيس قسم تنمية الشباب. ينافس في إيتان سودرا، الدرجة الثالثة في السويد، تولى منصب المدرب الرئيسي في 18 يونيو عندما استقال جوناس أندرسون لأسباب شخصية. واصل النادي الفوز بالدوري من خلال 21 فوزًا في 30 مباراة، بفارق اثنتي عشرة نقطة عن صاحب المركز الثاني في الجدول. في 22 نوفمبر 2018، وقع ميلوييفيتش عقدًا جديدًا لمدة عامين مع النادي.
في عام 2019، فاز مجالبي بلقب سوبرتان، الدرجة الثانية في السويد، كوافد جديد، من خلال 17 فوزًا في 30 مباراة، بفارق نقطتين عن فاربرغ بويز. على الرغم من فوزه بترقيتين في موسمين فقط مع مجالبي، غادر ميلوييفيتش النادي في 1 ديسمبر 2019، بعد عدم تمكنه من الاتفاق على شروط جديدة مع مجلس إدارته.

### ريد ستار بلغراد
في 19 ديسمبر 2019، انضم ميلوييفيتش إلى ريد ستار بلغراد كمدرب للفريق الأول ومساعد للمدير ديان ستانكوفيتش. فاز النادي بلقب الدوري الصربي 2019–20، بفارق 15 نقطة عن منافسه في المدينة بارتيزان.
في موسم 2020–21، لم يخسر ريد ستار بلجراد طوال موسم الدوري بأكمله، حيث فاز في 35 من أصل 38 مباراة، وسجل رقمًا قياسيًا بلغ 114 هدفًا. في 25 مايو، فاز النادي أيضًا بكأس صربيا من خلال الفوز 4-3 بركلات الترجيح (0-0 بعد الوقت الكامل) ضد بارتيزان في النهائي. تأهل الفريق مع هوفنهايم إلى دور المجموعات من الدوري الأوروبي 2020-21، وأقصى سلوفان ليبيريتش وجينت في هذه المهمة. خرج النادي من دور ال 32 على يد نادي ميلان الإيطالي بأهداف خارج أرضه بعد انتهاء التعادل 3-3 في مجموع المباراتين.

### هاماربي
في 13 يونيو 2021، تم تعيين ميلوجيفيتش مدربًا جديدًا لفريق هاماربي في السويد، بعد إقالة ستيفان بيلبورن. وقع عقدًا حتى نهاية عام 2024.
قاد الفريق إلى الدور الفاصل من دوري أبطال أوروبا 2021-22، بعد إقصاء ماريبور (4-1 في مجموع المباراتين) وإقصاء إف كي تشوكاريتشكي، حيث خرج النادي على يد بازل السويسري بركلات الترجيح (4-4 في مجموع المباراتين).
في 13 ديسمبر 2021، أقيل ميلوجيفيتش من نادي هاماربي، بعد أن سعى للانتقال إلى الفريق النرويجي روزنبورغ بي كيه وزار تروندهايم دون إذن هاماربي، في صفقة فشلت في النهاية. ووصف مجلس إدارة النادي سلوكه بأنه "غير مقبول" وذكر أنهم "فقدوا كل ثقتهم" في ميلوجيفيتش.

### مالمو
في 7 يناير 2022، تم تعيين ميلوجيفيتش مدربًا جديدًا لبطل الدوري السويدي مالمو، بعد رحيل جون دال توماسون. تم إعفاء ميلوجيفيتش من مهامه في 29 يوليو 2022، في اليوم التالي لخسارة مالمو في الجولة التأهيلية لدوري أبطال أوروبا 2022-23 أمام الفريق الليتواني إف كيه آلجيريس بنتيجة إجمالية 3-0.

## الإحصائيات الإدارية
اعتبارًا من 1 مارس 2024
| Víkingur          | آيسلندا                  | يوليو 2015 | مايو 2017   | 62  | 34  | 11 | 17 | 054٫84 |
| Breiðablik        | آيسلندا                  | مايو 2017  | أكتوبر 2017 | 28  | 18  | 3  | 7  | 064٫29 |
| Mjällby           | السويد                   | يونيو 2018 | ديسمبر 2019 | 49  | 32  | 9  | 8  | 065٫31 |
| Hammarby IF       | السويد                   | يونيو 2021 | ديسمبر 2021 | 28  | 15  | 6  | 7  | 053٫57 |
| Malmö FF          | السويد                   | يناير 2022 | يوليو 2022  | 25  | 15  | 4  | 6  | 060٫00 |
| Red Star Belgrade | صربيا                    | أغسطس 2022 | مايو 2023   | 43  | 32  | 7  | 4  | 074٫42 |
| الوصل             | الإمارات العربية المتحدة | يونيو 2023 | الحالي      | 21  | 17  | 4  | 0  | 080٫95 |
| المجموع           | المجموع                  | المجموع    | المجموع     | 259 | 164 | 46 | 49 | 063٫32 |

## الإنجازات كمدرب

### مجالبي
- سوبرتان: 2019
- إيتان: 2018

### مالمو
- كأس السويد:2021–22

### ريد ستار بلغراد
- الدوري الصربي الممتاز: 2022–23
- كأس صربيا: 2022–23

### فردية
- أفضل مدرب في الدوري الصربي للشهر: أكتوبر 2022، أبريل 2023
- مدرب الموسم في الدوري الصربي الممتاز: 2022–23